# Angels & Airwaves
Angels & Airwaves (también escrito como Angels And Airwaves) es un grupo estadounidense de rock alternativo formado en 2005, por el vocalista y guitarrista de (Blink-182, Box Car Racer) Tom DeLonge, el guitarrista/tecladista David Kennedy (Box Car Racer, Hazen Street, Over My Dead Body), el baterista Ilan Rubin (Lostprophets, Nine Inch Nails, Fenix*TX) y el bajista/tecladista Matt Rubano (Taking Back Sunday). Los miembros fundadores del grupo son el batería Atom Willard (The Offspring, Rocket From The Crypt), quien dejó la banda amistosamente en 2011, poco antes del lanzamiento del cuarto álbum de estudio de Angels & Airwaves, Love: Part Two, así como el bajista Ryan Sinn (The Distillers), que abandonó el grupo por razones aún poco claras y fue sustituido por Matt Wachter (Thirty Seconds to Mars), quien salió de la banda en 2014 y volvió entre 2018 y 2019.
El grupo ha sido descrito por DeLonge como algo más que una banda, como, «un proyecto de arte» que se aproxima a agrandar temas humanos y se ocupa de ellos en diferentes medios tratando temas como el amor, la muerte y el destino. Esto se ha visto en películas, vídeos, eventos en vivo y un nuevo enfoque en la interacción fan–artista por parte de la banda. También han lanzado un documental, Start The Machine, en 2008. En 2011, acompañada de dos álbumes, la banda produjo una película de ciencia ficción llamada Love, la cual estuvo a cargo del director William Eubank. La película fue estrenada en 460 cines de Estados Unidos. Tom DeLonge ha dicho que la banda está trabajando en dos nuevas películas con sus respectivos álbumes de estudio.

## Historia

### Origen y formación
Tom DeLonge comenzó a trabajar en un nuevo proyecto durante la última gira de Blink-182 en 2004, poco después de que comenzara su pausa en febrero de 2005. Durante medio año trabajó solo en su estudio antes de reunir a músicos para formar la banda. Al trabajar durante varias semanas con el logo de la banda, Tom se dio cuenta de que si tuviera que invertir la «A» del medio de las siglas en lo que parecía ser una «V», tendría el nombre de su hija Ava. Tras la ruptura de Blink-182, en septiembre de 2005, Tom finalmente habló públicamente en la revista británica Kerrang! , donde se dio a conocer el nombre de su nueva banda «Angels & Airwaves». En la banda se encontraba el exguitarrista de Hazen Street y gran amigo de la escuela David Kennedy, el exbatería de Rocket from the Crypt y The Offspring, Atom Willard, y el exbajista de The Distillers Ryan Sinn. Atom Willard dijo a la revista Shave que la experiencia de todos los miembros de la banda hizo la formación de la banda muy fácil. «No hay nadie tratando de averiguar qué es y qué no va a funcionar, no sólo para ellos sino también para la música de banda, lo que la vida va a ser como en la carretera y todo ese tipo de cosas. Todo el mundo tenía la experiencia suficiente sólo a apretarse el cinturón y hacer el trabajo. Realmente ha hecho más fácil que cualquier otra cosa».

### Primeros álbumes y desarrollo artístico (2005 – 2009)
Poco tiempo después de la formación, la banda empezó a grabar su primer álbum de estudio desde 2005 hasta principios de 2006 en el estudio de Tom DeLonge en California. Sin embargo después de que un fan hackeara la cuenta de correo electrónico de Tom DeLonge y también haber robado cuatro demos, Angels and Airwaves no tenía otra opción que lanzar «The Adventure» como primer sencillo. La canción se filtró en las estaciones de radio estadounidenses, causando un lanzamiento prematuro el 18 de mayo de 2006. Unos días más tarde, el 23 de mayo lanzaron su primer álbum We Don't Need to Whisper. El álbum debutó en el puesto número cuatro en el Billboard 200 y fue certificado con oro por la CRIA en Canadá y por la RIAA en Estados Unidos. A pesar del éxito, los críticos de música dieron críticas generalmente mixtas, uno de ellos señaló que: «aunque bien intencionados (la banda) no logran llegar a las alturas que aspiran». Especialmente teniendo en cuenta las afirmaciones hechas por Tom DeLonge, diciendo que el álbum era «la mejor música hecha en décadas». No obstante, del mismo álbum, se lanzaron otros tres sencillos: «It Hurts», «Do It for Me Now» y «The War». En principios de 2007 estaban terminando las giras, y a mediados de año empezaron la producción de su siguiente álbum.
Su segundo álbum de estudio fue I-Empire, su primer sencillo «Everything's Magic» fue filtrado en Internet y el 25 de agosto de 2007 era la canción más solicitada en la estación de radio KROQ-FM de California, el lanzamiento digital de la canción fue el 29 de agosto del mismo año por iTunes. Angels & Airwaves publicó la canción en MySpace el 28 de agosto de 2007, tres días después que empezara a sonar en las radios estadounidenses.

### Proyectos multimedia (2009 – 2011)
La banda se tomó un descanso en 2009, mientras que Tom DeLonge se reunió con Blink-182 para la gira de verano. Durante su tiempo libre, Atom Willard se unió a Social Distortion como baterista de gira, mientras que Matt Wachter y David Kennedy comenzaron a trabajar en la nueva película. Cuando DeLonge y Willard regresaron en otoño, la banda reanudó la producción de su próximo álbum. Love fue su tercer álbum de estudio, el cual fue lanzado oficialmente el 14 de febrero de 2010, después de haberse retrasado desde la Navidad de 2009. El álbum se publicó de forma gratuita por Internet gracias a ciertos acuerdos corporativos. Angels and Airwaves comenzó la producción del álbum en enero de 2009, el proceso fue lento debido a la reunión de Blink-182, por lo cual Tom tuvo que salir de gira. La banda terminó el álbum a tiempo para su lanzamiento en el día de San Valentín en 2010. Love fue descargado cerca de 500 000 copias en las primeras cuarenta y ocho horas, por lo que es el álbum más descargado de la historia. El primer sencillo «Hallucinations» se lanzó de forma gratuita a través del Modlife de la banda el 23 de diciembre de 2009. La banda también lanzó el vídeo a través de Modlife el 7 de marzo de 2010.
El segundo álbum de estudio en el proyecto Love, Love: Part Two fue lanzado el 8 de noviembre de 2011. Tom DeLonge describió al álbum como «mejor que la primera parte de Love». El primer sencillo del álbum fue «Anxiety», y fue estrenado el 10 de agosto de 2011, después de la presentación de Love Live. El vídeo musical para «Anxiety» fue lanzado en Youtube el 11 de agosto de 2011, un día después del lanzamiento oficial de la canción. Este se puso a disposición para su compra el 14 de septiembre de 2011 en iTunes.

### Poet Anderson (2011 – 2017)
Antes del lanzamiento de Love: Part Two, Tom DeLonge reveló que Angels and Airwaves ya había empezado a trabajar en dos nuevos álbumes con sus respectivas películas. El 4 de octubre de 2011 se anunció en la página de Facebook de la banda, que el batería Atom Willard había dejado Angels and Airwaves. La partida fue un entendimiento mutuo y el agradeció a los miembros de Angels and Airwaves, por unos buenos seis años haciendo música con ellos. El 7 de octubre se anunció que la banda formaría parte de la alineación para el Soundwave Festival en Australia, en febrero y marzo de 2012. Más tarde el 20 de octubre de 2011 se anunció que Ilan Rubin, famoso por su trabajo en Lostprophets y Nine Inch Nails, sería el nuevo batería de la banda. Según el sitio oficial de la banda, ellos lanzarán un álbum para acompañar una película animada, llamada Poet Anderson. Luego en 2013 fueron confirmados para ser uno de los temas oficiales de WrestleMania 29 con su tema "Surrender".
El 7 de octubre de 2014 se subió al canal de Angels and Airwaves VEVO la canción 'Paralyzed' que formará parte del nuevo álbum que saldrá en este año, pero no es el primer sencillo promocional. Sin embargo, la noticia que más llamó la atención, es que en su artículo en la revista RollingStone, es que en el "photoshoot" solo aparecen Tom DeLongue e Ilan Rubin como miembros únicos de la banda, lo cual ha sido confirmado en Facebook; sin embargo, tras una entrevista a Tom DeLonge ha declarado a los fanáticos de Angels and Airwaves que no se preocuparan. Tom DeLonge decía que David Kennedy y Ed Breckenridge no han abandonado el grupo, ellos todavía siguen en el grupo. Mucho se habla sobre la fecha exacta del nuevo álbum que se llamará "The Dream Walker", que vendrá acompañado de una película animada, de la cual ya salió el tráiler oficial que está disponible en el canal oficial de Angels and Airwaves en YouTube, será el 9 de diciembre de 2014, fecha que ha sido confirmada por los miembros de Angels and Airwaves.
El 31 de octubre de 2014 se publicó la canción "The Wolfpack" la cual es el tercer sencillo del álbum "The Dream Walker", del cual ya se publicó también el video oficial en Angels and Airwaves VEVO. Todo esto, ha sido revelado a través de su página web oficial, así como en su página de Facebook.
En noviembre de este año, el Toronto International Short Film Festival nominó a la película Poet Anderson: The Dream Walker y resultó ganadora. Esto fue confirmado en la cuenta de Angels and Airwaves en Facebook. También el 18 de noviembre se publicó en el canal de Angels and Airwaves VEVO la canción "Bullets in the Wind".
En febrero de 2017, DeLonge anunció que dirigiría una película, Strange Times, que se basaría en su serie de novelas gráficas del mismo nombre. La película estaba programada para presentar nuevas canciones de Angels & Airwaves, mientras que el próximo álbum serviría como banda sonora. La producción de la película estaba programada para comenzar a fines de 2017, pero en diciembre de 2018, DeLonge anunció que TBS adaptaría las novelas a una serie de televisión y que actuaría como productor en lugar de director.

### Lifeforms(2018-presente)
En abril de 2018, DeLonge confirmó que tanto David Kennedy como Matt Wachter se habían reincorporado a la banda y actuarían en el nuevo álbum. En abril de 2019, la banda firmó un contrato discográfico con Rise Records.
El 30 de abril, la banda lanzó su sencillo, "Rebel Girl". El lanzamiento confirmó la formación actual de la banda de DeLonge, Kennedy y Rubin, sin que la banda o el propio Wachter dieran explicación a la ausencia de Wachter. Después del lanzamiento, la banda anunció una gira por Norteamérica de 23 fechas, que presentaría al ex bajista de Taking Back Sunday, Matt Rubano. La banda tocó su primer show en vivo en siete años el 28 de agosto de 2019, en Solano Beach, California, donde también debutaron con otra nueva canción, "Kiss & Tell", antes de lanzarla al día siguiente.
En noviembre de 2019, la banda anunció planes para una gira de invierno a partir de diciembre, así como una fecha de lanzamiento proyectada para el álbum en 2020. A mitad de la gira en enero, las fechas restantes se reprogramaron después de que DeLonge fuera diagnosticado con un tracto infección respiratorio superior. Las fechas reprogramadas finalmente se cancelaron en abril debido a la pandemia de COVID-19. En respuesta a la pandemia, la banda escribió otra nueva canción, "All That's Left Is Love", que fue lanzada el 16 de abril de 2020. También se reveló que todas las ganancias obtenidas con la canción serían donadas al alivio de los fondos de COVID-19 de Feeding America.
El 11 de mayo de 2021, la banda anunció un nuevo servicio de suscripción a la comunidad de fanes llamado The Empire Club, al que siguió el lanzamiento del segundo sencillo del álbum, "Euphoria", y el video musical correspondiente ocho días después. El 15 de junio de 2021, Lifeforms se anunció oficialmente con una fecha de lanzamiento del 24 de septiembre. La banda también dio a conocer una nueva canción titulada "Restless Souls" y planes de gira mundial para los Estados Unidos y Europa durante 2021 y 2022.

## Influencias
El grupo ha sido descrito por Tom DeLonge como más que una banda, con mayor precisión «un proyecto de arte» que se aproxima a los grandes temas humanos que aborda en diferentes medios. Esto se ha visto en las películas de la banda, los eventos en vivo, y el nuevo acercamiento a la interacción entre el artista y el fan.
Los miembros de la banda dijeron que en sus primeros dos álbumes fueron influenciados principalmente por Radiohead, Pink Floyd y U2. Los álbumes Love y Love: Part Two muestran aún más la mezcla de las aspiraciones musicales de la banda, la épica grandiosidad y la revolución cultural en la era digital.

## Miembros
Miembros actuales
- Tom DeLonge – voces, guitarra, teclados (2005-presente), bajo (2007-2014, 2014-presente)
- David Kennedy – guitarra, teclados, coros (2005-2014, 2018-presente)
- Ilan Rubin – batería, percusión, coros (2011-presente), teclados, bajo, guitarra (2014-presente)
- Matt Rubano – bajo, teclados, coros (2019-presente)

Miembros antiguos
- Ryan Sinn – bajo, coros (2005-2007)
- Atom Willard – batería, percusión (2005-2011)
- Matt Wachter – bajo, teclados, coros (2007-2014, 2018-2019)
- Ed Breckenridge - bajo (julio-octubre de 2014)

## Discografía
| Álbumes de estudio - 2006: We Don't Need to Whisper - 2007: I-Empire - 2010: Love - 2011: Love: Part Two - 2014: The Dream Walker - 2021: Lifeforms | EP - 2012: Stomping The Phantom Brake Pedal - 2015: ...Of Nightmares - 2016: Chasing Shadows | Demos - 2016: The Dream Walker Demos | Documental y película - 2008: Start The Machine - 2011: LOVE - 2014: Poet Anderson The Dream Walker |

### Sencillos
| «The Adventure»                                                   | 2006 | 55  | 5  | —  | 51 | 82 | 47 | 20  | We Don't Need to Whisper |
| «It Hurts»                                                        | 2006 | —   | —  | —  | —  | —  | —  | 59  | We Don't Need to Whisper |
| «Do it For Me Now»                                                | 2006 | —   | 21 | —  | —  | —  | —  | —   | We Don't Need to Whisper |
| «The War»                                                         | 2006 | —   | 19 | —  | —  | —  | —  | 86  | We Don't Need to Whisper |
| «Everything's Magic»                                              | 2007 | 104 | 11 | —  | 92 | —  | —  | 107 | I-Empire                 |
| «Secret Crowds»                                                   | 2008 | —   | —  | —  | —  | —  | —  | —   | I-Empire                 |
| «Breathe»                                                         | 2008 | —   | —  | —  | —  | —  | —  | —   | I-Empire                 |
| «Hallucinations»                                                  | 2009 | —   | —  | —  | —  | —  | —  | —   | Love                     |
| «Epic Holiday»                                                    | 2011 | —   | —  | —  | —  | —  | —  | —   | Love                     |
| «Anxiety»                                                         | 2011 | —   | —  | —  | —  | —  | —  | —   | Love: Part Two           |
| «Surrender»                                                       | 2011 | —   | 35 | 48 | —  | —  | —  | —   | Love: Part Two           |
| «—» significa que no entró en lista o no fue lanzado en ese país. |      |     |    |    |    |    |    |     |                          |